# 法尔格圣伊莱尔
法尔格圣伊莱尔（法語：Fargues-Saint-Hilaire，法語發音：[faʁɡ sɛ̃.t‿ilɛʁ]）是法国吉伦特省的一个市镇，属于波尔多区。

## 地理
法尔格圣伊莱尔（44°49'24"N, 0°26'43"W）面积7.02 平方千米，位于法国新阿基坦大区吉倫特省，该省份为法国西南部沿海省份，是法國本土面积最大的省，北起滨海夏朗德省，西临大西洋，南至朗德省，东南接洛特-加龍省，东临多爾多涅省。
与法尔格圣伊莱尔接壤的市镇（或旧市镇、城区）包括：蓬皮尼亚克、博讷唐、卡里尼昂德波尔多、利尼昂德波尔多、特雷斯。

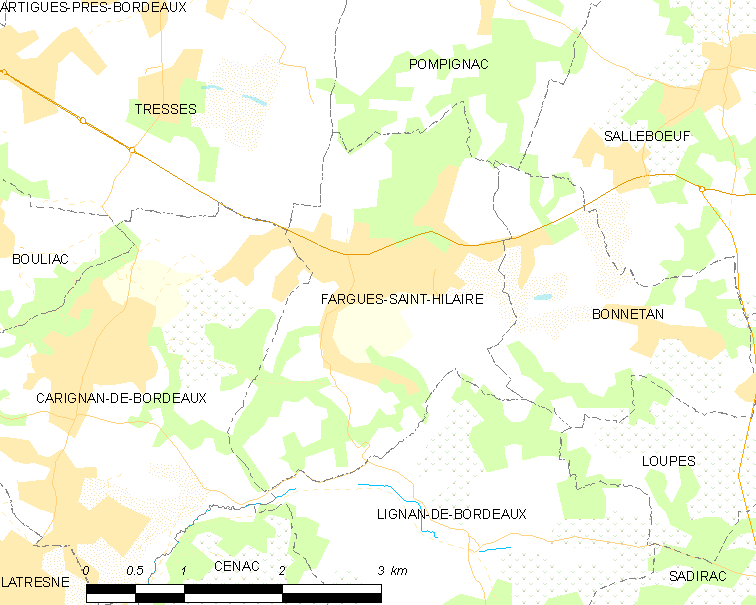
法尔格圣伊莱尔的OSM定位图

法尔格圣伊莱尔的时区为UTC+01:00、UTC+02:00（夏令时）。

## 行政
法尔格圣伊莱尔的邮政编码为33370，INSEE市镇编码为33165。

## 政治
法尔格圣伊莱尔所属的省级选区为克雷翁县。

## 人口

1962-2008年间法尔格圣伊莱尔人口变化图示

法尔格圣伊莱尔于2022年1月1日时的人口数量为3504人。